# Кама Сутра (альбом)
«Кама Сутра» — альбом гитарных импровизаций Стаса Намина в стиле психоделического ритм-блюза 70-х годов, записанный с участием специальных гостей. В альбом вошли 8 инструментальных импровизационных композиций, записанных живым звуком, без наложений, с одного дубля.

## История создания
В 1997 году, Намин, после многолетнего перерыва, опять увлёкся гитарой, постоянно по вечерам играя импровизации вместе с группой «Нюанс», которая репетировала в SNC ещё с 1980-х годов. На эти музыкальные вечеринки часто приходили гости, музыканты, поэты, художники и др. и спонтанно включались в импровизацию: Герман Виноградов, Алексей Чуланский, Юрий Балашов, Scorpions и др.
Через некоторое время Стас Намин решил записать альбом гитарных импровизаций, пригласив двух музыкантов группы «Нюанс» — Сергея и Павла Титовца, но и своих друзей, одних из лучших гитаристов Москвы: Николая Девлет-Кильдеева («Моральный Кодекс»), Сергея Воронова («Коросс Роудс»), Александра Солича. Решили особо не замораживаться и попробовать записать всё живьём как это и было на сейшенах. В студии SNC одновременно поставили и барабаны, и комбики и как бы забыв о записи, просто играли Джем. Обычно Намин начинал тему, все подхватывали и развивали, импровизируя друг за другом.
Аналоговая многоканальная запись была сделана звукорежиссёром Евгением Трушиным, а сведение и мастеринг в одной из самых известных студий Лос-Анджелеса — Bernie Grundman Mastering Studio. Альбом «Камасутра» посвящён другу Стаса Намина — Френку Заппа, который умер в 1993 году.

Альбом посвящается моему другу Фрэнку Заппе, человеку высочайшей доброты, глубины и искренности. Его выдающийся гений и Оригинальность проявились ярко как в музыке так и во всем, что он делал. Он навсегда останется самой большой индивидуальностью для меня — Дон-Кихотом конца XX-го столетия."
— Стас Намин

## Участвовали в создании
- Стас Намин — соло-гитара
- Павел Титовец — гитара, соло-гитара (2,4,5,7)
- Николай Девлет-Кильдеев — соло-гитара (2,4,5,6)
- Сергей Воронов — соло-гитара (2,4,5)
- Александр Любарский — бас-гитара (1,3,7)
- Александр Солич — бас-гитара (2,4,5,6)
- Сергей Титовец — барабаны
- Записан в Студии SNC в 1997.
- Звукорежиссёр — Евгений Трушин
- Ассистент звукорежиссёра — Наталья Терехова
- Сведение альбома — Bernie Grundman Mastering Studio (Голливуд, Лос-Анджелес) в 2000.
- Инженер сведения и мастеринга — Крис Беллман
- Исполнительный продюсер — SNC Records (Россия).
- Дизайн альбома — SNC Design Studio

## Список композиций
8 позиций гитарной музыки. Автор — Стас Намин.
1. Position #1
2. Position #2
3. Position #3
4. Position #4
5. Position #5
6. Position #6
7. Position #7
8. Position #8